# Volker Deutsch

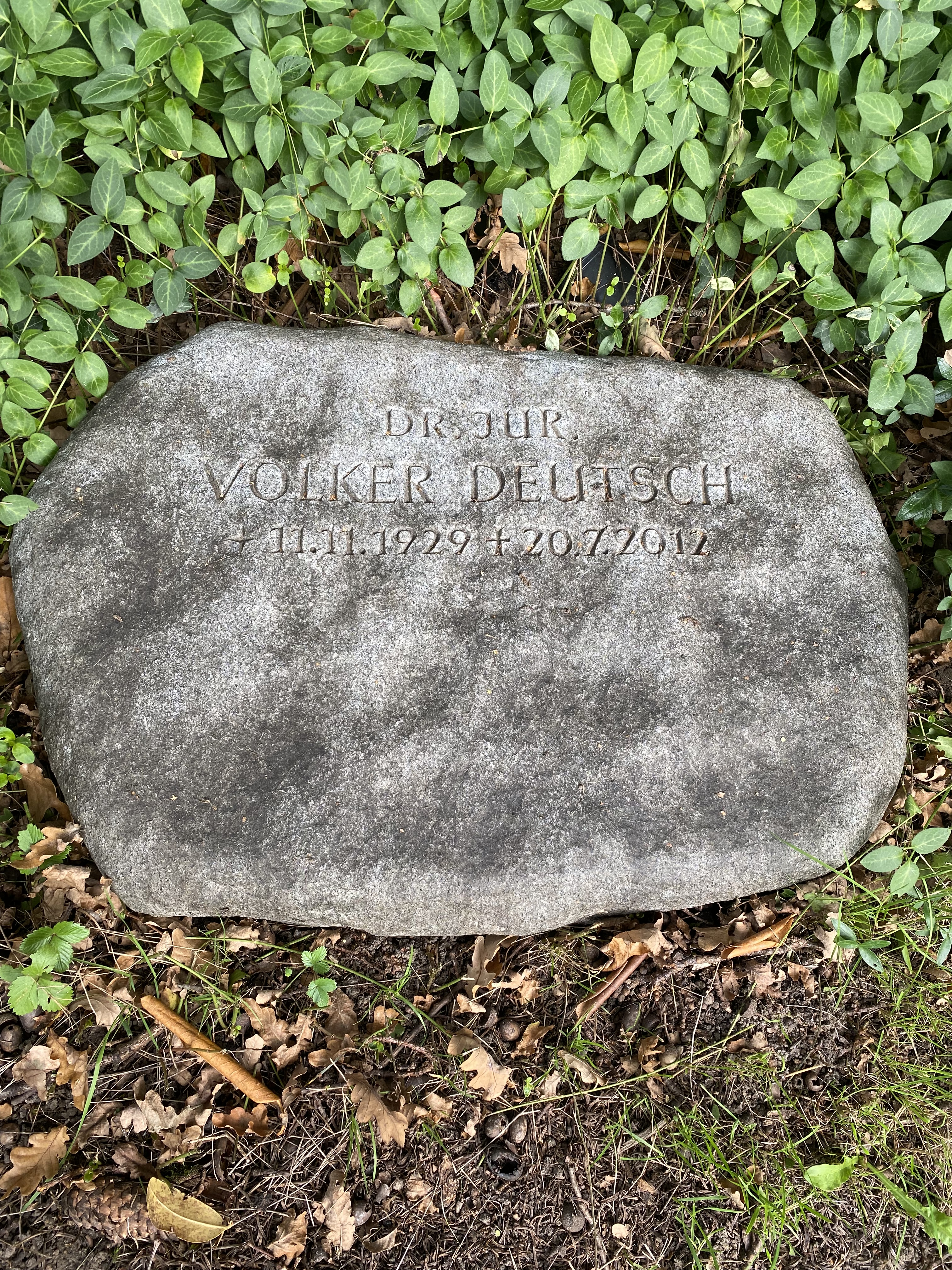
Grabstätte Volker Deutsch auf dem Friedhof Ohlsdorf

Volker Deutsch (* 11. November 1929; † 20. Juli 2012) war ein deutscher Richter und Markenrechtler. Als Nachfolger von August Detlev Sommerkamp („Papa Gnädig“) gab er von 1968 bis 1978 den Richter in der ersten deutschen Gerichtsshow Das Fernsehgericht tagt.
Als „Assessor Dr. Volker Deutsch“ publizierte er 1958 in der Zeitschrift Gewerblicher Rechtsschutz und Urheberrecht (GRUR) die Aufsätze Können Titel in die Warenzeichenrolle eingetragen werden? (GRUR 1958, S. 66–67) und Der urheberrechtliche Titelschutz (GRUR 1958, S. 330–333). Sein Werk Titelschutz, 1999 mit Tatjana Mittas (später Ellerbrock), 2. Aufl. 2004, gilt als Standardwerk über das Verhältnis Titelschutz, Markenrecht, Werktitel und Domainnamen.
1964 war Deutsch als Landgerichtsrat stellvertretender Justitiar beim NDR, später bis zu seiner Pensionierung am 1. September 1994 viele Jahre Vorsitzender Richter der für Wettbewerbs-, Kartell-, Marken-, Patent- und Gebrauchsmustersachen zuständigen 15. Zivilkammer des Landgerichts Hamburg.
Er gehörte seit 1986 dem Fachausschuss für Wettbewerbs- und Markenrecht der Deutschen Vereinigung für gewerblichen Rechtsschutz und Urheberrecht an.
Seit dem 22. Dezember 1959 war Deutsch verheiratet mit der späteren Hamburger Oberstaatsanwältin Heide Deutsch (* 1931). Er verstarb im Alter von 82 Jahren und wurde auf dem Hamburger Friedhof Ohlsdorf im Planquadrat Y 29 beigesetzt.